# Mastermind (joc de societate)
Mastermind sau Master Mind (în ebraică בול פגיעה, transliterat: bul pgi'a) este un joc de descifrat coduri pentru doi jucători inventat în Israel. Seamănă cu un joc de creion și hârtie existent deja, numit Bulls and Cows, care ar putea să dateze de un secol.

## Istorie

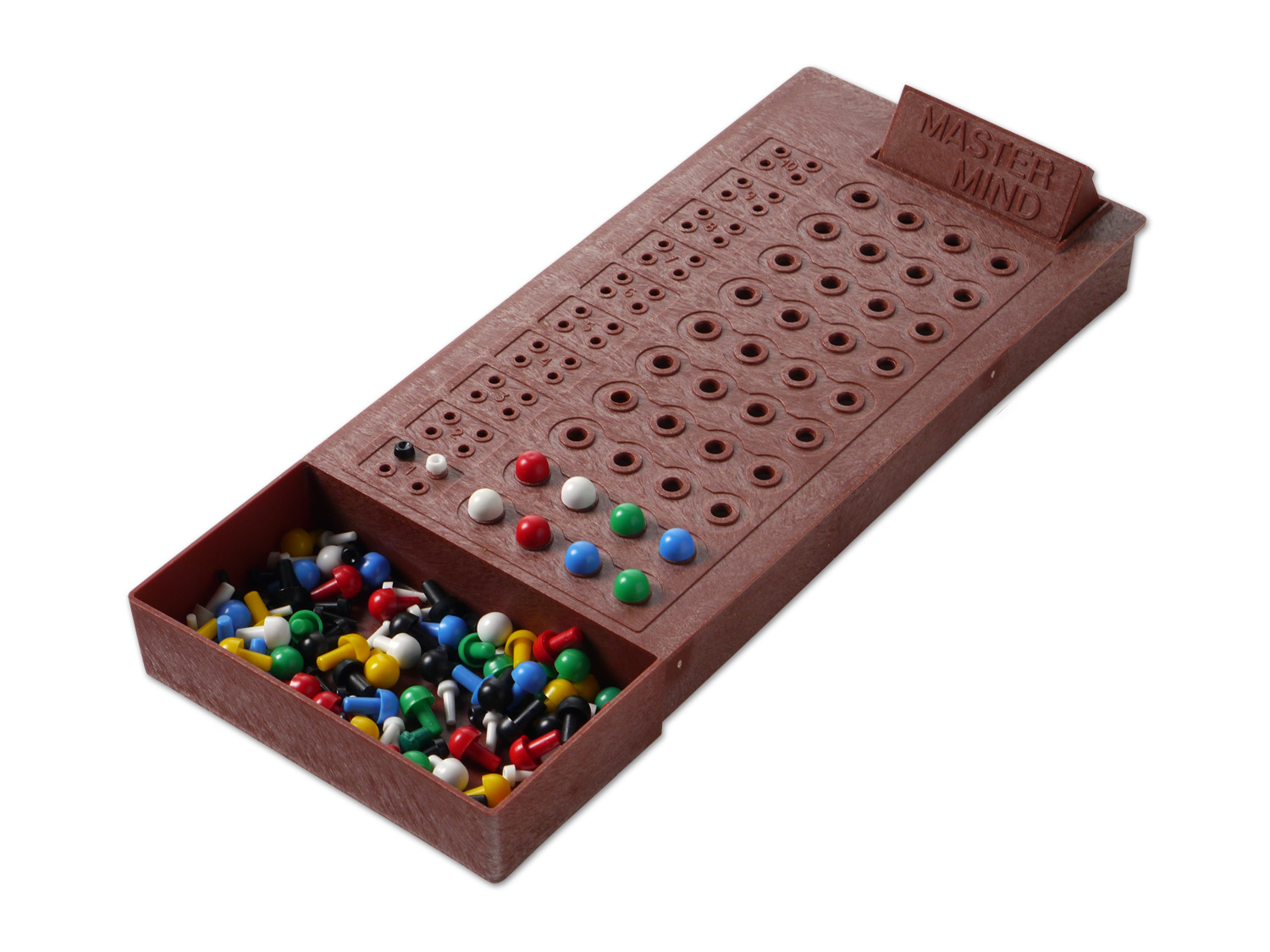
Set original de joc produs de Invicta

Mastermind a fost inventat în 1970 de Mordecai Meirowitz⁠(d), un director de poștă israelian și expert în telecomunicații. După ce a prezentat ideea unor mari companii de jucării și la Târgul Internațional de Jucării de la Nürnberg, aceasta a fost preluată de o companie de plastice, Invicta Plastics, cu sediul în apropiere de Leicester, Marea Britanie. Invicta a achiziționat toate drepturile asupra jocului, iar fondatorul, Edward Jones-Fenleigh, a perfecționat jocul. A fost lansat în 1971-1972.